# Źródła (Żdżary)
Źródła – część wsi Żdziary w Polsce, położona w województwie podkarpackim, w powiecie dębickim, w gminie Czarna.
W latach 1975–1998 Źródła należały administracyjnie do województwa tarnowskiego.